# Primocolius
Primocolius — викопний рід птахів родини чепігових (Coliidae), що існував в еоцені на території Європи. Скам'янілі рештки знайдені у Франції.